# Denny Lodge
Pour les articles homonymes, voir Lodge.

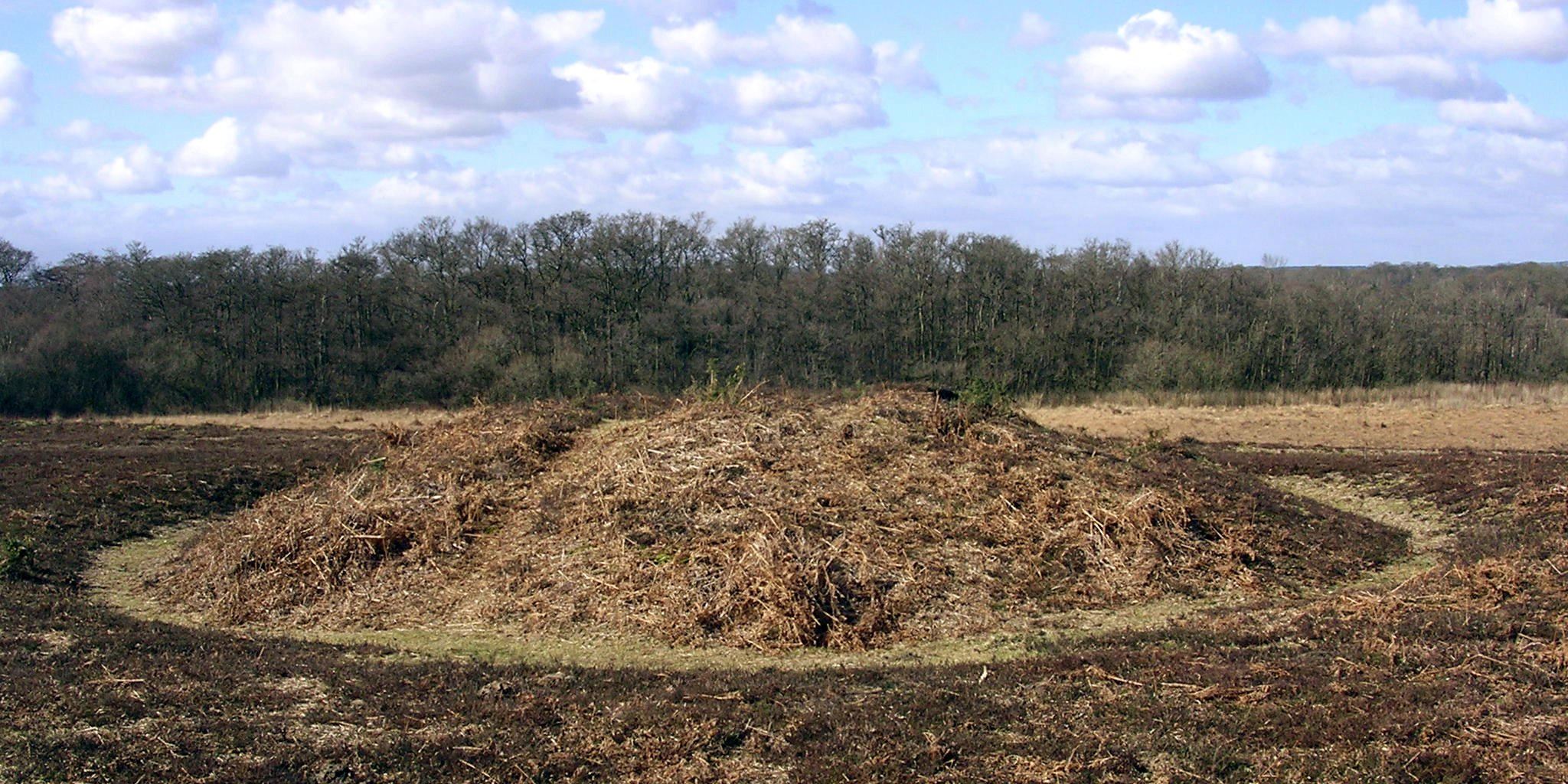
L'âge du bronze, tumulus (Barrow bowl) sur Matley Heath.

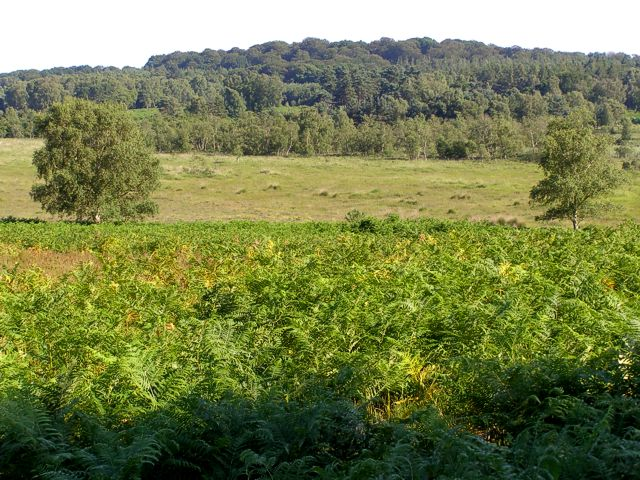
Vue à travers le « Purlieu de l'évêque de Winchester », vers Woodyfidley.

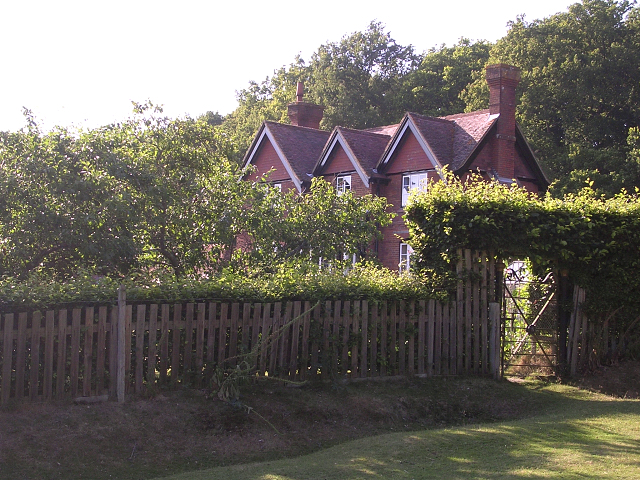
Denny Lodge - le bâtiment isolé d'où la paroisse est nommée.

Denny Lodge est une grande paroisse civile de la New Forest, dans le comté du Hampshire, en Angleterre. L'appellation concerne une large zone de landes et de forêts et englobe une grande partie du côté est de la New Forest mais ne contient pas de ville, de village, d’église ou d’école.

## Vue d'ensemble
La paroisse de Denny Lodge s'étend de Matley Heath au nord jusqu'à King's Copse Inclosure au sud.
Elle est délimitée par les villes et villages de Ashurst,  Lyndhurst, Brockenhurst,  Beaulieu, Fawley et Hythe, mais ne les comprend pas. 
La paroisse est divisée en deux par la voie ferrée sud - ouest d'Ashurst à Brockenhurst et par la route B3056 de Lyndhurst à Beaulieu. 
La gare de Beaulieu Road, isolée, est au centre de la paroisse, là où la route et le rail se croisent.
La paroisse est la plupart du temps composée de landes, terres, marais, entremêlées avec des forêts encloses au XXe siècle. 
Toutes les forêts sont gérées par la Forestry Commission en tant que forêt domaniale. De nombreuses zones forestières, situées à la limite est de la paroisse, ont été plantées dans les années 1960 dans le but de masquer le paysage industriel le long de la Southampton Water.
La paroisse n'a pas d'église, pas d'école, pas de salle publique mais peut revendiquer quatre pubs. La paroisse fait  partie du New Forest (district) du comté de Hampshire. La population se monte à 315 habitants pour 140 ménages.

## Histoire
Les quatre-vingt-dix barrows de l'Âge du bronze de la paroisse sont la preuve que la région est habitée depuis l'Antiquité. 
Le nom de la paroisse, « Denny », est enregistré sous le nom de Dunie en 1300, Dinne en 1347 et Dynney Walke en 1589. L'origine du nom n'est pas connue. 
Le pavillon d'après quoi la paroisse est nommée est situé près du centre de la paroisse, c'était à l'origine le Groom Keeper's Lodge appartenant à la couronne et qui devint la résidence du forestier en chef.
On trouve, près du centre de la paroisse, une enceinte entourée de digues, connue sous le nom de Bishops Dyke, ou Purlieu de l'évêque de Winchester. 
Le terrassement comprend un talus d'environ un mètre de hauteur et 4 mètres de largeur entre les fossés. L'utilité précise de l'enceinte n'est pas connue - elle peut avoir été utilisée comme parc pour le pâturage, mais la qualité actuelle du pâturage est médiocre. 
La légende locale affirme que le roi Jean et l'évêque de Winchester étaient autrefois ensemble dans la New Forest quand le roi a dit avec ironie à l’évêque qu’il pourrait avoir « autant de terres qu’il pourrait délimiter en rampant ». L'évêque, qui était plutôt gros, s'aidait d'un dispositif pour marcher et réussit à ramper autour d'une grande surface. Cette parcelle est devenue le « Purlieu de l'évêque ».
Dans la paroisse, se trouvent les sites de deux pavillons de chasse médiévaux, tous deux appelés Church Place. Le premier site, près de la route B3056, vers Lyndhurst, est représenté par des bancs de terre et un fossé extérieur entourant une plate-forme surélevée.
Le deuxième site est situé sur une place sablonneuse à Churchplace Inclosure, près d'Ashurst, c'est un carré de terre sableuse avec un fossé extérieur.
Aussi, près d'Ashurst, se trouvent les restes de terrassement d'une fabrique de  salpêtre du XVIe siècle. Le lieu probablement utilisé pour la fabrication de salpêtre lorsque des monopoles pour sa fabrication en Angleterre ont été accordés aux Allemands. Il comprend maintenant des berges et des creux de différentes tailles enfermés dans une zone rectangulaire d'environ 100 mètres sur 50.
En 1847, le chemin de fer de Southampton et de Dorchester fut construit à travers la New Forest et la gare de Beaulieu Road fut ouverte dans l'actuel centre de la paroisse. Le village de Beaulieu est à environ 5,5 km au sud de la gare. La station reste donc très rurale.
La paroisse civile de Denny Lodge a été créée en 1868 à partir de zones extra-paroissiales de la New Forest. Elle a été agrandie en 1934 avec l'ajout de 862 acres (348,8 ha) de la paroisse de Brockenhurst et 4 722 acres (1 910,9 ha) de la paroisse de Colbury qui a été abolie cette année-là.